# Dialectes russes centraux

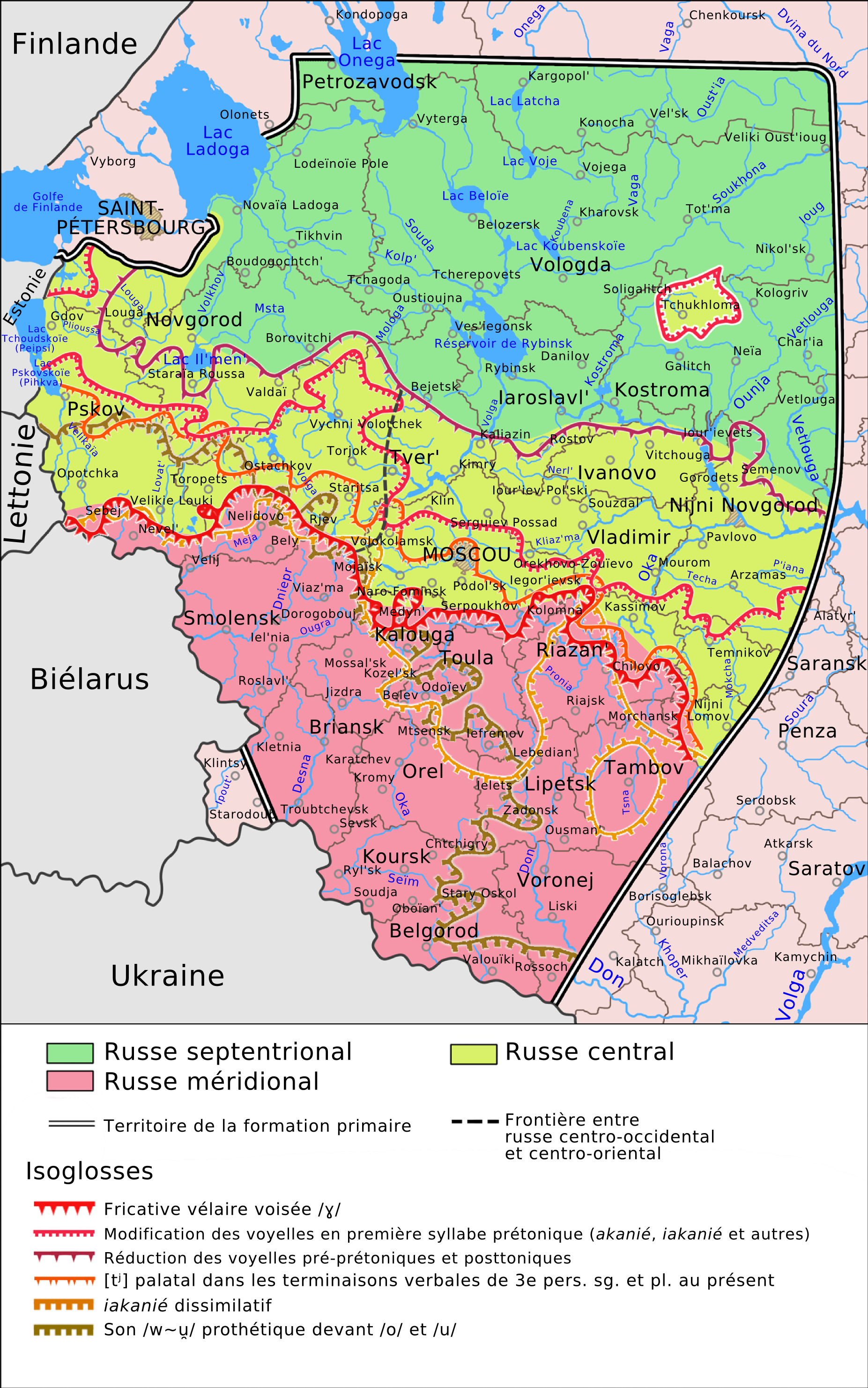
Carte des dialectes russes

Les dialectes russes centraux sont l'une des trois catégories principales des dialectes russes. 

## Territoires parlés

### Occidentaux
- Groupes avec okanié (Gdov, Louga, Novgorod, Staraïa Roussa, Valdaï)
- Groupes avec akanié (Pskov, Velikié Louki, Toropets, Rjev, Torjok)

### Orientaux
- Groupes avec okanié (Tver, Klin, Serguiev Possad, Vladimir, Souzdal, Rostov, Ivanovo, Mourom, Nijni Novgorod)
- Groupes avec akanié (Moscou, Kassimov, Temnikov)
- L’enclave de Tchoukhloma (avec akanye)